# Nikaragua na Mistrzostwach Świata w Lekkoatletyce 2017
Nikaragua na Mistrzostwach Świata w Lekkoatletyce 2017 – reprezentacja Nikaragui podczas mistrzostw świata w Londynie liczyła 1 zawodnika, który nie zdobył medalu.

## Skład reprezentacji
| Zawodnik        | Konkurencja         | Eliminacje | Eliminacje | Półfinał | Półfinał | Finał | Finał   |
| Zawodnik        | Konkurencja         | Wynik      | Pozycja    | Wynik    | Pozycja  | Wynik | Pozycja |
| --------------- | ------------------- | ---------- | ---------- | -------- | -------- | ----- | ------- |
| Erick Rodríguez | Bieg na 1500 metrów | 3:52,35    | 39.        | NQ       | NQ       | NQ    | NQ      |